# مونيكا كرولي
مونيكا كرولي (بالإنجليزية: Monica Crowley)‏ هي صحفية وكاتِبة أمريكية، ولدت في 19 سبتمبر 1968 في أريزونا في الولايات المتحدة.

## وصلات خارجية
- مونيكا كرولي على موقع IMDb (الإنجليزية)
- مونيكا كرولي على موقع إن إن دي بي (الإنجليزية)